# Слід закону (фільм)
Слід закону (англ. The Trail of the Law) — американська драма режисера Оскара Апфеля 1924 року.

## У ролях
- Вілфред Літелл
- Норма Ширер — Джеррі Вердон
- Джон П. Морс
- Джордж Стівенс
- Річард Нілл
- Чарльз Байер